# Bovista pusilliformis
Bovista pusilliformis är en svampart som först beskrevs av Kreisel, och fick sitt nu gällande namn av Kreisel 1964. Enligt Catalogue of Life ingår Bovista pusilliformis i släktet äggsvampar,  och familjen Agaricaceae, men enligt Dyntaxa är tillhörigheten istället släktet äggsvampar,  och familjen röksvampar. Arten är reproducerande i Sverige. Inga underarter finns listade i Catalogue of Life.